# Bernt Anker

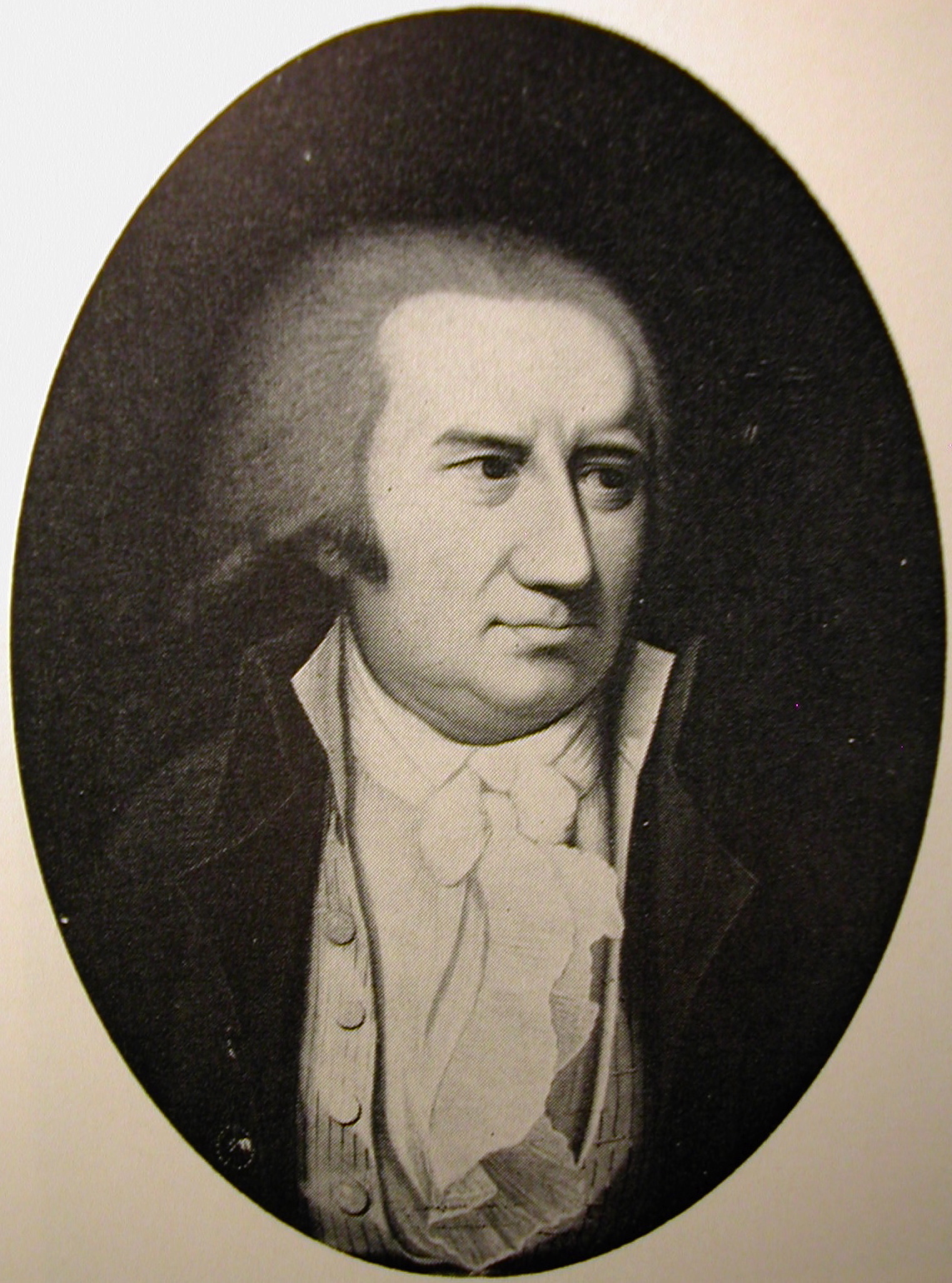
Bernt Anker

Bernt Anker (auch Ancher; * 22. November 1746 in Christiania; † 21. April 1805 ebenda) war ein norwegischer Holzhändler, Schiffsreeder und Bergwerkseigner. Er war um 1800 reichster Mann Norwegens.

## Leben
Seine Eltern waren der Holzhändler und Schiffsreeder Christian Ancher (1711–1765) und dessen Frau Karen Elieson (1723–1806). Am 11. April 1773 heiratete er Mathia Leuch geborene Collett (28. Mai 1737–21. Juli 1801), Witwe des Kaufmanns und Gutsbesitzers Morten Pedersen Leuch d. J. (1732–1768) und Tochter des Kaufmanns Peter Collett (1694–1740) und dessen Frau Anna Cathrine Rosenberg (1699–1747). Seinen Namen änderte er 1778 in Anker.
Bernt Anker war um 1800 Norwegens reichster Mann. Sein gewaltiges Vermögen überführte er in ein Fideikommiss. Es ging nach 1814 vollständig verloren.
Er wuchs in Christiania auf und kam 1764 an die Universität Kopenhagen. In den folgenden drei Jahren machte er zusammen mit seinen drei Brüdern und zwei Vettern eine große Rundreise durch Europa und besuchte dabei Schweden, Deutschland, Italien, Frankreich und Großbritannien. 1767 erhielt er den Titel Justizrat und übernahm die Familienfirma. Er gehörte bald zu den führenden Personen im Patriziat Christianias. 1778 wurde er zusammen mit seinen beiden lebenden Brüdern in den dänischen Adelsstand erhoben, wobei er den Namen „Anker“ annahm. 1774 war er Etatsrat geworden, 1790 wurde er Konferenzrat, 1793 Kammerherr und 1803 Ritter des Dannebrog-Ordens.
Seine Ehe mit der Witwe von Morten Leuch brachte 1773 ein weiteres Vermögen in die Firma. Als die Erbschaft nach seinem Vater 1783 aufgeteilt wurde, erhielt jeder der Brüder seine eigene selbständige Wirtschaft. Bernt Anker wurde nun der reichste Mann des Landes mit 100.000 Rigsdaler Nettoeinnahme im Jahr. 1784 übernahm er die Eisenhütte in Moss. Mit Hilfe eines staatlichen Darlehens errichtete er eine Kanonengießerei, die zum Hauptlieferanten der dänisch-norwegischen Flotte wurde. Er besaß das Gold- und Kupferwerk in Eidsvoll und viele andere Kupferfabriken. Er nahm auch den Betrieb des Eisenwerks in Hakadal wieder auf. Er betrieb eine bedeutende Flotte und stattete 1791 den ersten norwegischen Ostindien-Fahrer aus. Aber der Holzhandel blieb das Hauptgeschäft und basierte auf dem großen Waldbesitz in Østlandet. Als er 1805 starb, wurde sein Vermögen auf anderthalb Millionen Rigsdaler geschätzt.
Aus den überlieferten Briefen an seinen Vetter Carsten geht hervor, dass sein Geschäft für ihn ein beständiger Quell der Sorge war und er ständig unter Liquiditätsproblemen litt. Mit seinem relativ geringen baren Eigenkapital war er wirtschaftlich in höherem Maße gefährdet als andere Holzhändler. Hinzu kam 1798 die Übernahme des hochverschuldeten Hauses seines Bruders Jess. Bei seinem Tode standen seinem Aktivvermögen viele durch verschiedene Bürgschaften, Verpflichtungen und Geldleistungen an die Kinder seiner Brüder angewachsene Schulden gegenüber.
Vor diesem Hintergrund ist seine wichtigste politische Veröffentlichung, „Plan proposé pour une Banque locale à Christiania“, die im Winter 1796 in der Zeitschrift Hermoder veröffentlicht wurde, zu sehen. Sie war zunächst auf Französisch abgefasst, wurde dann aber übersetzt. Ankers Plan wurde eingeleitet durch einen längeren Artikel „Om Banker i Almindelighed“ (Über Banken im Allgemeinen). Wie sein Vater 30 Jahre vorher trat er für eine Vermehrung des kursierenden Geldes ein. Zu dieser Zeit waren in Christiania knapp 30 000 Rigsdaler in Papiergeld im Umlauf, denen ein Sachwert an beweglichem Gütern von 1 000 000 Rigsdaler gegenüberstand. Der Geldknappheit wurde zwar durch große Kredite aus der königlichen Kasse begegnet, aber die Regierung sah stark auf Geldstabilität. Die Holzexporteure waren der Ansicht, dass es mehr um die innerdänische Wirtschaft gehe. Aber sofern die dänische Krone gegenüber dem englischen Pfund stieg, verringerte sich der Gewinn für die norwegischen Holzexporteure. Dazu kam eine Krise im Holzexport, als er von 1792 bis 1797 um ein Drittel zurückging. Anker war daher an der Änderung der Geldpolitik interessiert. Wenn er dabei in verschiedenen Wendungen an die Vaterlandsliebe appellierte, spannte er die nationalen Gefühle für seine Pläne ein und identifizierte seine Interessen mit dem Wohl des Staates. Er hatte sein Vorbild in den englischen Banken, wo sich in jeder Handelsstadt Kreditinstitute befanden. Er schlug eine Bank in Form einer Aktiengesellschaft mit 2000 Aktien à 100 Rigsdaler vor. Der Kurs zwischen Papiergeld und Münzgeld sollte vom Markt bestimmt werden. Aber eine Reihe von Bürgern Christianias war gegen seinen Plan. Führende Persönlichkeiten hatten bereits 1794 vorgeschlagen, eine Bank nach Art der dänischen Species-Bank und der Banken in den Herzogtümern zu gründen. Deren Ziel war ein fester Wechselkurs zwischen Papiergeld und Münzgeld. Das wäre dem innerstädtischen Handel zugutegekommen. Anker konnte sich nicht durchsetzen.
Zu seinen wichtigsten öffentlichen Zielen gehörte auch die Errichtung einer norwegischen Universität, für die Nicolai Jacob Wilse im März 1793 eine Bewegung gründete. Sie sollte praktische nationale Bedürfnisse in der Ausbildung befriedigen. Er wurde in das entsprechende Gründungskomitee berufen. Anfang Frühjahr 1795 wurde das Gesuch dem König zugeleitet und abgelehnt.
Anker war auch von nationalen Stimmungen beseelt, aber kein Reformanhänger. Bei großen Festen speiste er zwar die Armen in großer Zahl, hatte aber keinen Sinn für die Forderungen der Arbeiter und Bauern, und er verhöhnte den im Gefängnis sitzenden Bauernführer Lofthuus als „niedrige Seele, ein Spitzbube im bürgerlichen Leben und ein dummer Rebell im politischen“.
Er war 1780 Mitbegründer von „Det dramatiske Selskab“ (Die dramatische Gesellschaft) in Christiania, dem kulturellen Mittelpunkt der Stadt und spielte auch selbst oft Hauptrollen auf der Bühne. Auch errichtete er 1778 mit seiner Frau „Det Ankerske Waisenhus“.
Von dem, was er der Stadt und dem Land schenkte, ist nichts übrig geblieben. Die meisten seiner Schriften wurden nie gedruckt. Sein silberbeschlagener Sarg wurde zu verschiedenen Friedhöfen verbracht, bis er schließlich nach Kopenhagen kam. Sein Fideikommiss geriet in den Krisenjahren nach 1814 in finanzielle Schwierigkeiten, und als 1819 der Holzlagerplatz vollständig niederbrannte, bedeutete dies das Aus des Vermögens.

## Gedruckte Werke (Auswahl)
- Om Oprettelsen af et Universitet i Norge. In: Beilage zu Norske Intelligenz-Seddeler. Nr. 22/1793.
- Sørgetale i St. Olai Loge, over Hr. Conrad Clauson, Eier af Bærums Jern-Værk 1785. (Trauerrede in der Loge St. Olav über Herrn Conad Clauso, Eigentümer des Eisenhüttenwerks in Bærum). In: Iris. Bd. 3. Kopenhagen 1793, S. 231–238.
- Om Banker i Almindelighed med Hensyn til en lokal Bank i Christiania. Plan proposé pour une Banque locale à Christiania. In: Hermoder. Bd. 2, Heft 6, Kopenhagen 1796, S. 1–36.
- Autobiographie. In: G. L. Lahde, R. Nyerup: Samling af fortjente Mænds Portraiter. Teil 3, Kopenhagen 1806.